# エミリー・ラタコウスキー
エミリー・オハラ・ラタコウスキー（Emily O'Hara Ratajkowski、[ˌrɑːtaɪˈkoʊski]、1991年6月7日 - ）は、ロンドン出身の女性ファッションモデル、女優。

## 概略
2013年、ロビン・シックの『ブラード・ラインズ』のミュージック・ビデオに出演したことで注目を浴びた。2015年、2016年春/夏のマーク・ジェイコブスのニューヨーク・ファッションウィークのショーでランウェイデビュー。女優としては、テレビドラマ『アイ・カーリー』に数話出演した後に、映画『ゴーン・ガール』で主要作品デビューを果たした。ラタコウスキーは、全米家族計画連盟のスポークスマンとして女性の健康問題の主唱者となって、女性が自分のセクシャリティを表現する権利を支持している。

## 生い立ち
エミリー・オハラ・ラタコウスキーは1991年6月7日にロンドンのウェストミンスターでアメリカ人の両親のもとに生まれた 。兄弟はいない。当時、母キャスリーン・バルグリーは英語教授で、フルブライト・プログラムの下で教えていた。母親はサン・ディエギト・アカデミーで働いていた時に、画家であり美術教師であったジョン=デイヴィッド・ラタコウスキーと出会った。娘の誕生時に、両親はそれぞれ39歳と45歳であり、未婚であった。ラタコウスキーは母親を「フェミニストで知的」と表現している。家族は西ケンジントンとブルームスベリーに住んでいたが、ラタコウスキーが5歳のときにカリフォルニア州サンディエゴに移り住んだ。主にエンシニータスの海の近くの小さな家で育った。バルグリーはカリフォルニア工科大学で教鞭をとった。
アイルランド系、ドイツ系、ポーランド系、ユダヤ系の子孫である。父親はカトリック教徒であるが、母親はユダヤ人として育てられた。ラタコウスキーは自身を「ポーランド系イスラエル」と表現している。ラタコウスキーはヨーロッパの多くに地域に住み、アイルランドのバントリーやスペインのマヨルカ島にも長期間滞在した。ラタコウスキーはフルタイムのモデルになるまで、若年期の夏をアイルランドで過ごした。
ラタコウスキーは5歳でロンドンを去る前、演劇に夢中だった 。子供の頃から家族の為のショーを上演した。最初の正式な役は、カリフォルニア州ソラナビーチのノース・コースト・レパートリー・シアター・スクールで行われた「マッチ売りの少女」のエルザ役だった。その後、2004年には、ライシアム・シアタープロデュースの「Harriet Potter and the Throne of Applewort」にハリエット役で出演。ラタコウスキーはテレビを観ずに育ち、モデルになる前にサッカー、演技、バレエを試みた。
ラタコウスキーは若い頃に、家族と一緒にヨーロッパの広大なヌーディストビーチを訪れた。ヘルムート・ニュートンとハーブ・リッツの写真だけでなく、彼女の父親の仕事を含む写真と芸術のヌードの女性像は、ラタコウスキーの後のヌードの仕事へ多く影響を与えた。ラタコウスキーは第三波フェミニズムとナオミ・ウルフの『美の陰謀 女たちの見えない敵』と『性体験』に影響を受けた。ラタコウスキー10代の頃から肉体的に成熟していたため、自分のセクシャリティを表に出すことへの批判や、自分自身をどう表現すべきかという圧力に耐えたことがある。

## キャリア
2004年、14歳でモデル業を本格的にスタートさせ、アメリカ大手のモデル・エージェンシー「Ford Models」と契約。
2013年、男性ファッション誌「GQ」の表紙を飾り、ロビン・シックの大ヒット曲「ブラード・ラインズ」のミュージック・ビデオに出演したことがきっかけで世界的にブレイクした。
翌2014年には、デヴィッド・フィンチャー監督の映画『ゴーン・ガール』で、俳優ベン・アフレック演ずる主人公の愛人アンディ役を演じた。同作は世界中で大ヒットを記録している。
2017年頃になると、セクシー過ぎる体型から思うように役を貰えない状況となり、本人もインタビューでそれを嘆いた。

## 私生活
2014年2月、ラタコウスキーの恋人、クリエイティブディレクター/メンズウェアのバイヤー、アンドリュー・ドライデンと破局した。同年9月、2014年iCloudからの著名人プライベート写真大量流出事件の被害者となった。同年12月、「US・ウィークリー」が、ミュージシャンジェフ・マギッドと交際を始めたことを報じた。
2018年2月、出会って数週間で映画プロデューサーのセバスチャン・ベアー＝マクラードとニューヨークの市庁舎で結婚した。2021年3月には第一子となる男児を出産したが、2022年9月に離婚を申請した。

### フェミニズム
ラタコウスキーは計画的な生殖と性的健康を促進する為のプランド・ペアレントフッド（PPFA）の資金調達に協力し、公共広告の短編映画にも出演した。ラタコウスキーはPPFAを女性の健康の為の主な慈善団体と表現している。ラタコウスキーの関与に、生まれる権利を守る全米委員会のような生存権主義者は怒りを表明した。
ラタコウスキーは、「フェミニストであると同時に、性的表現を自由に享受している」と述べた。。また、避妊や女性のエンパワーメントに関する話はまだタブーが多く、自身の子ども時代、この問題を表立って語る有名人は少なかったとも語っている。雑誌「ストレート」のジャーナリストアマンダ・ヘスは、彼女がフェミニストであるか、フェミニズムを利用している日和見主義者であるか問うた。ニューヨーク・タイムズ紙に対しラタコウスキーは「女性は政治的、フェミニズム主義的、セックスシンボルではありえないと社会は何かと感じている」と不満を表明した。2016年には、女性の裸体変わった反応を示す社会を「奇妙なもの」と呼んだ。バレエからポルノグラフィに至るまで身体表現を楽しむ女性として、ラタコウスキーは専門的職業で裸になることは全然ありえることであり、女性の平等を支持することもできると感じている。イギリス版「GQ」のチャーリー・バートンは、彼女が他の人よりも多くのことを言うフェミニストだと述べた。彼は、セックスは奉仕のように感じるべきではなく、関係する全ての当事者にとって有益でなければならないので、彼女の主張は性的エンパワーメントの1つであると評した。ナオミ・ウルフは、ラタコウスキーとの「ハーパーズ バザー」でのインタビューで 、彼女を近代的なフェミニストであると評している。ラタコウスキーは彼女のフェミニズムの形を強く擁護した。

### 政治活動
2016年2月、ニューハンプシャー州民主党の予備選挙前夜、同州で行われたバーニー・サンダースの集会で、彼の選挙運動を支持する表明した。ラタコウスキーは演説とその後のソーシャルメディア上の活動で、グロリア・スタイネムの「若い女性は（女性のヒラリー・クリントンを支持するのではなく）将来性のある男性とロマンチックなパートナーとなるべくサンダースの選挙運動に参加している」との発言へ反論した。

## メディアでの評価
ラタコウスキーはメディアの、美しさやファッションをランク付けするリストや投票で頻繁に指名されている。雑誌「マクシム」の「Hot 100」リストでは、2014年に62位、2015年に2位に選出された。アスクメンの「最も理想的な女性」リストでは、2014年に3位、2016年に14位。雑誌「FHM」の「最もセクシーな女性」リストでは2014年に4位、2015年に18位。彼女はファッションセンスも称賛を受けている。雑誌「ヴォーグ」イタリア版の2015年ベストドレッサー、雑誌「ハーパーズ バザー」が選ぶ2016年2月のニューヨークファッションウィークのベストドレッサーに選ばれた。
ラタコウスキーの俳優として経歴は、映画「ゴーン・ガール」から本格的に始まった。「アントラージュ★オレたちのハリウッド:ザ・ムービー」では本人役で出演した。「We Are Your Friends」におけるリチャード・ローパーとウェスリー・モリスのそれぞれの批評では、再び魅力的な愛情の対象を演じるエミリーは再び演技力を証明することが出来なかったと評価されている。
2016年2月16日、レナ・ダナムの「レニー・レター」ニュースレターの中で、若い頃セクシャリティについて受けた圧力に耐えたことや女性の性的エンパワーメントに関する意見を述べた。雑誌「ELLE」、「エスクァイア」、「ハーパーズ バザー」が彼女のニュースレターを再掲した。「グラマー」のヘイリー・スペンサー、「ハフィントン・ポスト」のジョナヴェーヴェ・ハッチ、「デイリー・ミラー」のラケル・ムーンなどの批評家はそれを称賛した。「COSMOPOLITAN」のマッキー・クレアとMarie Claire誌のニッキ・キンストンガーによれば、ラタコウスキーは自分のセクシャリティと体の表現を定義し所有することに自らの力を入れている。サロンのエリン・クルハンは、エッセイが社会的なキャッチ22を特定したと述べた。曰く「怒りを引き起こし、刺激し、羨望を与える」女性のセクシャリティが批評と自分の体形を他人と比較して恥ずかしく思うことに繋がる。インスタイル誌のイザベラ・シルバースは、「女性のセクシャリティがいつも他の誰かの利益のためにあるのではない」と同意した。インデペンデント紙のシャーロット・ギルは、ニュースレターから「取り留めのない」と「鈍い」という印象を見出した少数派であることを認めた。
2016年3月、キム・カーダシアンがInstagramに論争の的となる自分撮り写真を投稿したときに巻き起こった批判から彼女を擁護し、女性は「自分のセクシャリティを表現し、自分たちの選択したものを共有する」権利を持っていると主張した。それからカーダシアンとラタコウスキーは、女性が性を表現する権利とボディ・シェイミングに関する意見をソーシャルメディア上で共同で提唱。約100万人のソーシャル・メディア・フォロワーが積極的に対応し、著名なグローバル・メディア・アウトレットで注目を集めた。
ラタコウスキーのニュースレターとソーシャルメディアでの声明は、彼女のフェミニズムに関する論争を高まらせた。ジャーナリストでテレビ番組司会者のピアーズ・モーガンは、ラタコウスキーのフェミニズムの形は真のフェミニズムへの誤った侮辱であると述べている。シカゴ・トリビューンのハイディ・スティーブンスとデイリー・テレグラフのヘレン・パンクハースト（エメリン・パンクハーストの曾孫）は、ラタコウスキーはフェミニズムを殺しも強化もしなかったと述べた。ウーマンズ・ウィアー・デイリーのテイラー・ハリスは、ラタコウスキーのフェミニズムの影響に疑問を呈した。インデペンデントのギルは、彼女の専門的活動が「私たちを肉の片として扱う産業を主張し続けた」と述べ、ラタコウスキーのフェミニズムに疑問を呈した。インデペンデントのヘザー・サウルは、「彼女は女性の検閲とセクシャリティに関する議論で重要なフェミニストの声になっている」と題する記事で彼女を支持した。雑誌「ニューヨーク」のアリー・ジョーンズはラタコウスキーを、「最高のフェミニストセレブリティ」と呼んだ。

## 著述活動

### 著書
- My Body. (2022). Metropolitan Books. ISBN 978-1250817860

### 寄稿
- "Emily Ratajkowski On Why Women Shouldn't Feel Guilty About Being Sexy". Harper's Bazaar. 2016年2月17日
- "Buying Myself Back: When does a model own her own image?". The Cut. 2020年9月15日
- "Emily Ratajkowski on Pregnancy and Why She Doesn't Want to Reveal the Gender of Her Baby". Vogue. 2020年10月26日

## フィルモグラフィー

### 映画
| 年   | 邦題/原題                                                            | 役名                         | 備考                              |
| ---- | -------------------------------------------------------------------- | ---------------------------- | --------------------------------- |
| 2004 | Andrew's Alteration                                                  | 少女                         | 短編映画                          |
| 2005 | A Year and a Day                                                     | 少女                         |                                   |
| 2014 | ゴーン・ガール Gone Girl                                             | アンディ・フィッツジェラルド |                                   |
| 2015 | アントラージュ★オレたちのハリウッド:ザ・ムービー Entourage           | 本人                         | カメオ出演 スターチャンネルで放映 |
| 2015 | WE ARE YOUR FRIENDS ウィー・アー・ユア・フレンズ We Are Your Friends | ソフィー                     | 日本公開は2016年6月               |
| 2018 | Cruise                                                               | ジェシカ・ワインバーグ       |                                   |
| 2018 | アイ・フィール・プリティ! 人生最高のハプニング I Feel Pretty         | マロリー                     |                                   |
| 2018 | インビジブル 暗殺の旋律を弾く女 In Darkness                          | ベロニク                     |                                   |
| 2018 | インモラル・ルーム Welcome Home                                      | キャシー                     | WOWOWで放映                       |
| 2019 | Mr.&Ms.スティーラー Lying and Stealing                               | エリス・ティバルディ         |                                   |

### テレビ
| 年          | 邦題/原題               | 役名                 | 備考        |
| ----------- | ----------------------- | -------------------- | ----------- |
| 2009 – 2010 | ICarly                  | ターシャ             | 2エピソード |
| 2015        | The Spoils Before Dying | Agent Day            |             |
| 2016        | easy イージー Easy      | アリソン・リゾウスカ | 1エピソード |

### ミュージックビデオ
| 年   | タイトル      | アーティスト                                         |
| ---- | ------------- | ---------------------------------------------------- |
| 2012 | Fast Car      | タイオ・クルーズ                                     |
| 2013 | Blurred Lines | ロビン・シック feat. T.I. and ファレル・ウィリアムス |
| 2013 | Love Somebody | マルーン5                                            |
| 2016 | Inseparable   | ジーマ・ビラーン                                     |